# Соната сі мінор (Ліст)
Соната в сі мінорі, S.178 — соната для сольного фортепіано Ференца Ліста. Її було закінчено в 1853 році й видано в 1854 році з присвятою Роберту Шуману.
Вчений Алан Вокер описав витвір як «можливо одну з найбільших клавішних робіт ... дев'ятнадцятого століття». Частина отримала велику аналітичну увагу, особливо щодо її музичної форми.

## Історія

### Поява сонати

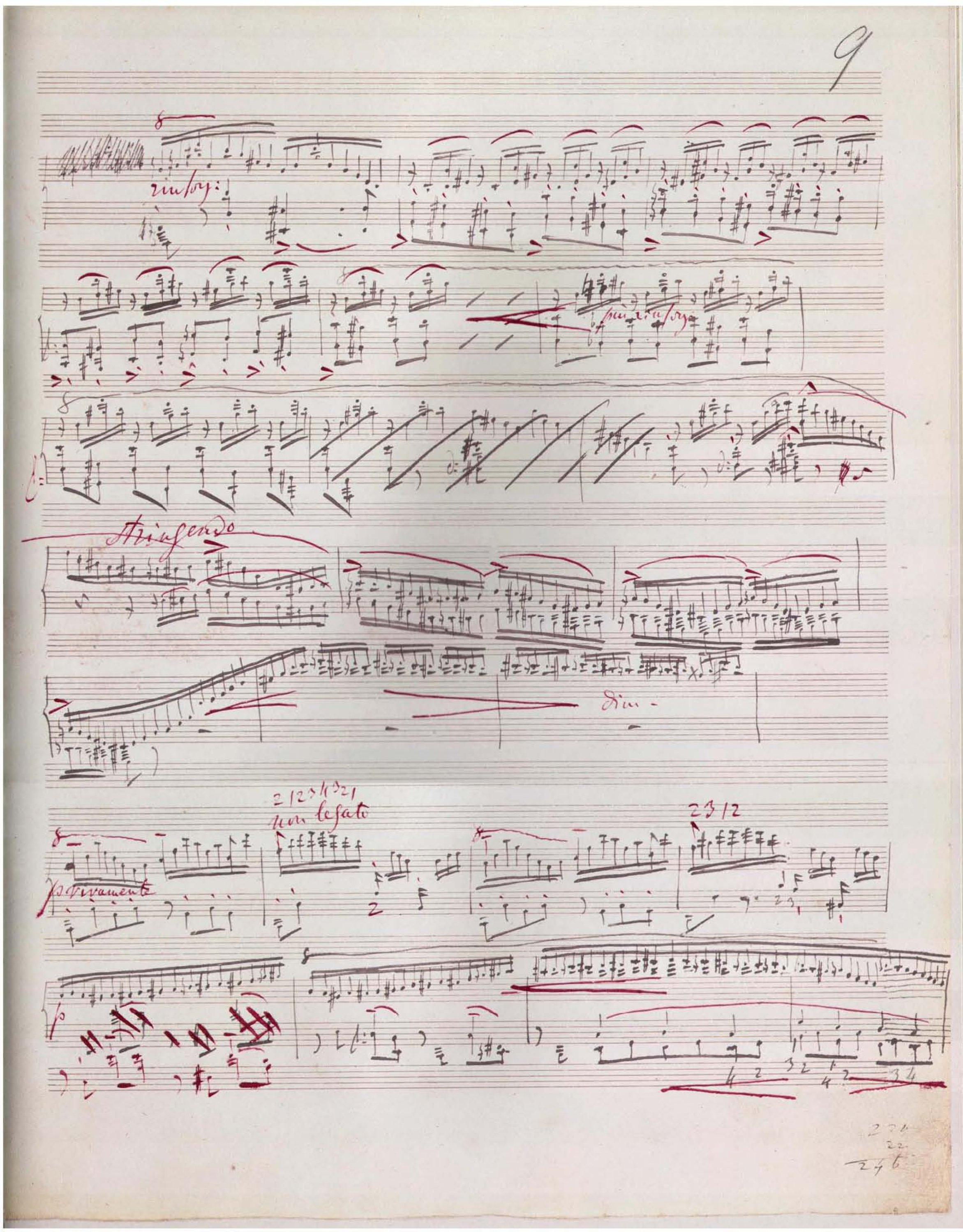
Частина 11 сторінки музичного рукопису сонати.

Ліст зазначив на рукописі сонати, що вона була закінчена 2 лютого 1853 року, але він склав більш ранню версію до 1849 року. У цьому пункті в його житті майже повністю спав мандрівний віртуоз, який на нього впливав як до ведення життя саме композитора, а не виконавця. Ліст прожив у Веймарі, де вів зручний спосіб життя, створення композицій , і іноді виконання, було повністю за бажанням, а не як необхідність.
Соната була присвячена Роберту Шуману, натомість Шуман посвятив Fantasie в до мажорі, Op. 17 (виданий 1839) Лісту. Копія сонати досягла будинку Шумана в травні 1854 року після того, як він увійшов в санаторій Endenich. Його дружина Клара Шуму не виконувала сонату; згідно вченому Алану Вокеру вона визнала твір «просто сліпим шумом».

### Історія виконання
Першим виконавцем був диригент та піаніст  Ганс фон Бюлов. Сталось це чотири роки після випуску сонати 27 січня 1857 року Breitkopf & Härtel. Думки музикантів щодо сонати різко розійшлись.

## Критика
Музичний критик Едуард Ганаслік негативно відгукнувся про сонату. І. Брамс заснув під час виконання. Німецька «Nationalzeitung» підсумувала: «Соната — запрошення до свисту і тупоту». Антон Рубінштейн критично поставився до нового твору, проте згодом включив його до свого репертуару. Він прокоментував виконання сонати в одній з лекцій свого величезного циклу з історії фортепіанної літератури: «Соната — його найсерйозніший фортепіанний твір, принаймні за назвою. Соната вимагає визнання форми, потребує відомого класицизму, а нічого подібного в сонаті Ліста немає. У ній відчувається „нове віяння, прагнення до нових форм“, яке полягало в тому, щоб всю сонату, всю симфонію написати на одній, а всю оперу — на трьох темах. Правда, тема видозмінюється, вона представляється то грандіозно, то граціозно, то серйозно, то жартівливо, то драматично, то лірично, то сильно, то м'яко, але від цього загальний настрій і цілісність враження губляться, і твір перетворюється в більш-менш цікаву імпровізацію. «А більш чи  менш, — додав  Рубінштейн не без деякого єхидства, — надаю судити вам ». Сонату сі-мінор часто називають «фаустівською», протиставляючи більш ранньої «дантівської» (з 2-го «Року мандрів»). Її зміст розкривається в одночастинній циклічній формі. Це один з різновидів романтичних вільних форм: окремі сонатні розділи тут як би «стискаються» в одну частину. Складність форми обумовлена філософською насиченістю змісту.

## Музика
Існує велике припущення, щодо  походження цієї частини. У той час як Ліст склав багато  програмованих робіт, ні в якому сенсі зробив він передбачає, що ця частина була побудована на будь-яку ідею, більше, ніж чиста музика. Однак існує декілька припущень, що частина могла бути взята з Фауста, заснована на біблійній історії «Сад Рая» чи навіть бути біографічною. Соната побудована як єдиний рух невпинної музики тривалістю в півгодини, але широко вважається, що вона все ще відповідає нормам традиційної сонати з чотирма рухами в межах одного довгого твору.

## Схема будови сонати
| Експозиція              | Розробка                    | Реприза                        | Кода                               |
| ----------------------- | --------------------------- | ------------------------------ | ---------------------------------- |
| Вступ                   | Andante sostenuto (Fis-dur) | Головна партія (h-moll)        | Перша тема побічної партії (H-dur) |
| Головна партія (h-moll) | Фугато (b-moll)             | Побічна партія (H-dur)         | Тема повільного епізоду (H-dur)    |
| Побічна партія (D-dur)  | -                           | Заключна партія (Quasi presto) | Тема головної партії               |
| Заключна партія         | -                           | -                              | Тема вступу                        |

Така складність форми обумовлена філософською насиченістю і незвичністю змісту сонати. Воно отримало відображення в багатому тематизмі, різноманітне, що трансформується в процесі розвитку. Загадкова тема вступу, в спадаючому русі якої використані дві збільшені секунди, асоціюється з улюбленими романтиками образами долі.
Дві теми головної партії: вольова, енергійна, з рішучим «вигуком» перша, і друга — в глибоких басах, глузлива, іронічна — прямо перегукуються з образами «Фауст-симфонії», втілюючи роздвоєність душі «героя» сонати.
Пізніше ці теми звучать одночасно.

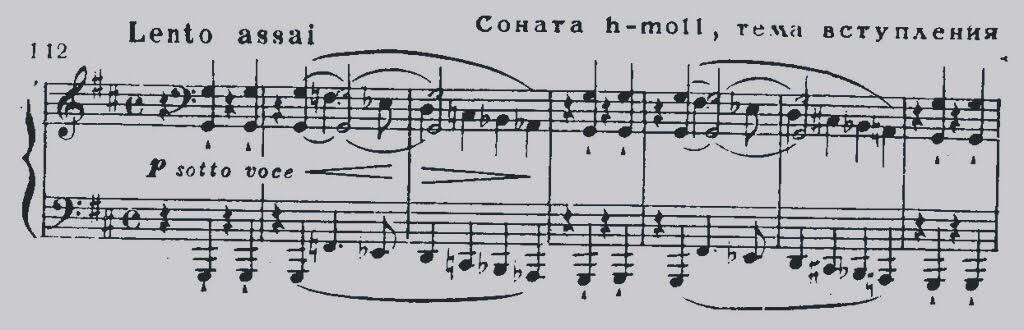
Music manuscript

Контрастна група побічних тем: перша - урочиста, просвітлена, в потужних акордах спрямовується вгору; друга — лірична, співуча, трепетна, споріднена любовним образам Ліста. І в той же час виявляється, що ця «тема любові» не що інше, як трансформація іронічної «мефістофельской» теми головної партії! На ній будується і заключна партія, але тут дана тема набуває енергійний, впевнений, маршовий характер.

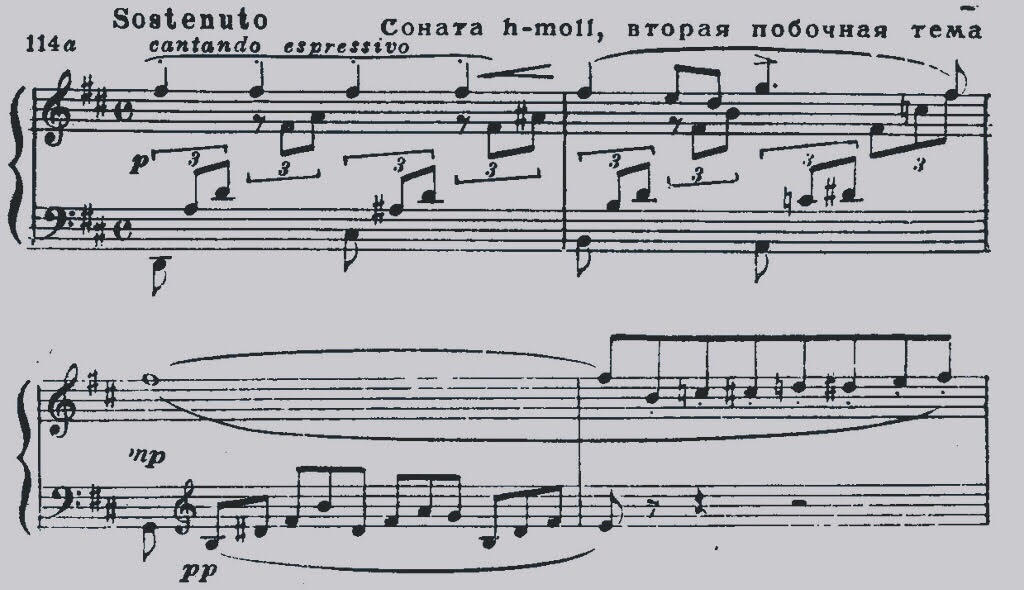
Music manuscript

Трансформації піддається і «фаустівська» тема головної партії: в середньому розділі побічної вона звучить як умиротворений, ліричний ноктюрн, а в коді постає надламаною, безвольною, немов знемоглась в нерівній боротьбі — в ній вже не чути ні поривів, ні прагнень, а тільки нерозв'язний питання.
Незмінною протягом сонати залишається лише «фатальна» тема вступу. Вона з'являється в важливих, переломних моментах, розділяючи бентежну головну партію і світлу, урочисту побічну; експозицію і розробку; повільний ліричний епізод з нової пісенної темою і «мефістофельського» фугато; репризу і коду. Цією загадковою темою завершується видатне по глибині задуму творіння Ліста.

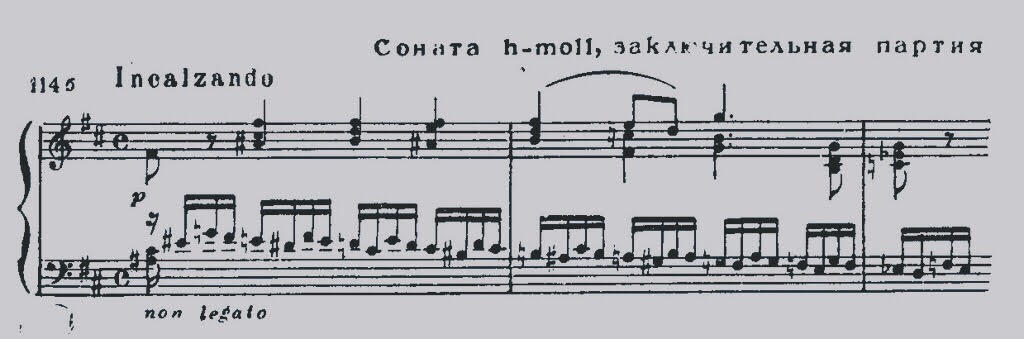
Music manuscript

## Аналіз
Соната відома тому, що була побудована з п'яти елементів, які тчуть величезну музичну архітектуру. Тема, яка в одному контексті здається загрозливою і навіть сильною, перетворюється в красиву мелодію. Ця техніка допомагає зв'язати структуру розтягування сонати в єдину зв'язну одиницю. Майкл Сеффл, Алан Вокер і інші стверджують, що перший привід з'являється на самому початку частини, поки бар 8, друге не відбувається з бару 9 до 12 і третє від заходів 13–17. Четверті і п'яті  з'являються пізніше в частині в заходи 105–108 і 327–338 відповідно.
Взагалі кажучи у сонати є чотири рухи, хоча немає ніякого проміжку між ними. Нанесена на ці чотири рухи велика структура форм сонати, хоча точний початок і закінчення традиційне.

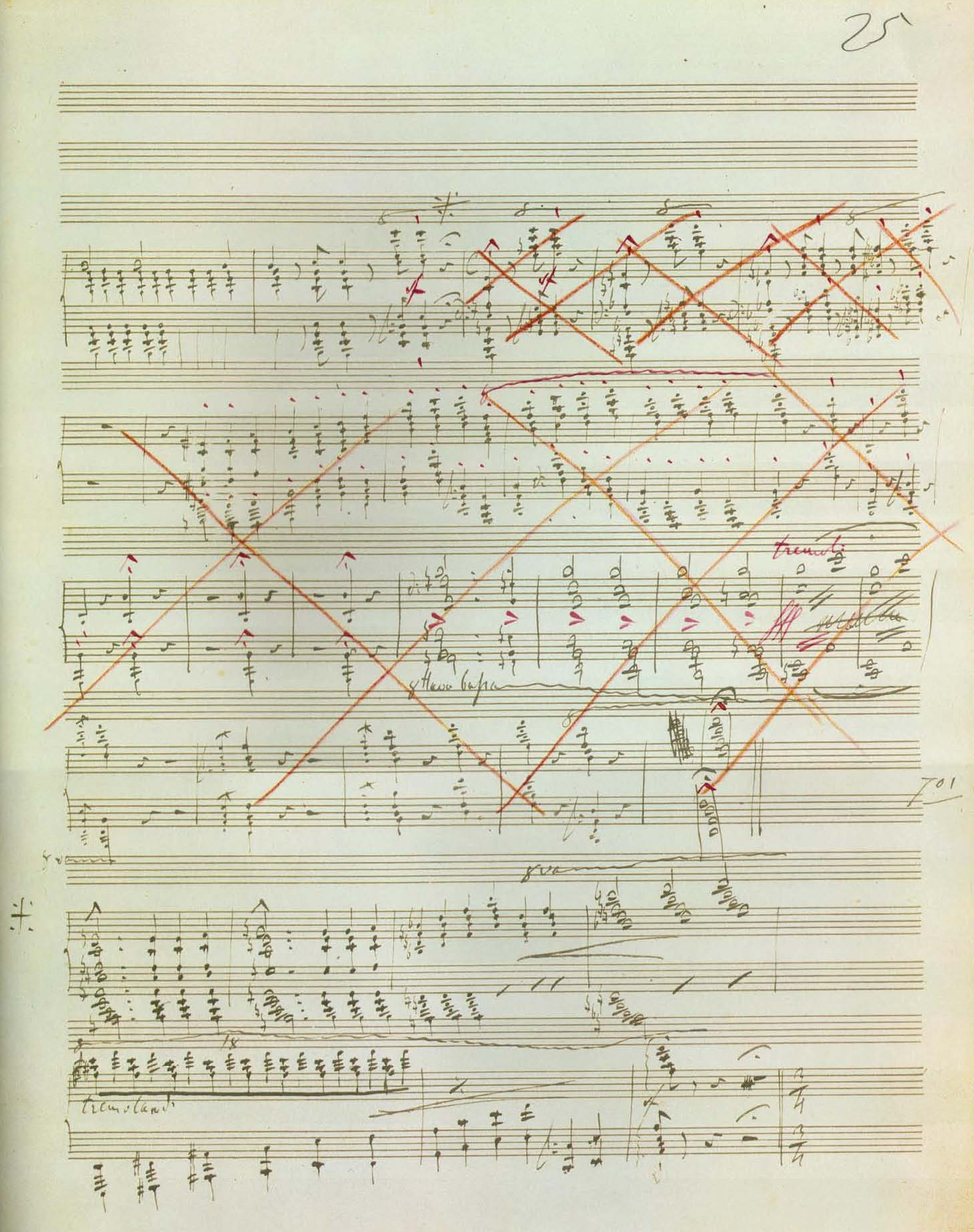
25 сторінка музичного рукопису. Велика частина, перекреслена червоним кольором, містить оригінальний гучний кінець.

## Заходи
Є надзвичайно важка версія цієї Сонати в сі мінорі для Сольною Скрипки, яка була розшифрована Ноамом Сивеня і виконувалась вперше скрипалем Гіором Шмідтом у вересні 2011 року.
Лео Вайнер призначив оркестрову зустріч Сонати в 1955 році. Вона була проведена в 2006 році оркестром Hochschule für Musik.
Хайнц Роемхелд організував виконання сонати, яке чують в деяких фільмах 1930-х, включаючи Чорна Кішка (1934), Ворон (1935), а також серіали Флеша Гордона (1936) (Глави 6–13), перевертень Лондона (1936), Напади Світ (1938).
Інша версія ліричних частин сонати з'являється в 1960 голлівудському фільм про життя Ліста під назвою «Пісня Без Кінця».
Також можна почути сонату в кіно 1952 року за мотивами  Ганса Крістіана Андерсена, в якому грає головну роль Денні Кей, в сцени балету «Русалочки» (близько 1:23 хвилина).
Фредерік Ештон використовував сонату для свого балету 1963 року. Також була  використана оркестрова транскрипція сонати Хамфрі Сірлом.
Транскрипція органу сонати була зроблена в 1984 Бернгардом Хаасом.
Є також транскрипція сонати для сольної віолончелі, зробленої віолончелістом Йоханом Себастіаном Печемо в 2013 році. Це було видано Hofmeister Musikverlag в Лейпцигу.